# Domingos de Sousa
Domingos de Sousa est un cavalier portugais né le 19 octobre 1896 à Lisbonne et mort le 29 septembre 1984 dans la même ville.

## Carrière
Sa carrière amateur est principalement marquée par une médaille de bronze remportée aux Jeux olympiques de Berlin en 1936 en saut d'obstacles par équipes avec José Beltrão et Luis Mena e Silva.

## Vie privée
Il est le beau-père de Francisco de Andrade, médaillé de bronze en voile aux Jeux olympiques d'été de 1952 à Helsinki.